# Csining
Csining (Jining) (egyszerűsített kínai: 济宁; hagyományos kínai: 濟寧, Jǐníng) prefektúra szintű város Kína Shandong tartományának délnyugati részén. A város népessége 200 000fő, míg a prefektúráé 8 300 000fő. Santung hat ipari központjának az egyike. Szomszédai délnyugatról Hocö, délkeletről Cangcsuang, északkeletről Tajan, északnyugatról Henan és délről Csiangszu. A Nanszi-tó északi partján fekvő Csining a legészakibb város, amely hajóval elérhető a kínai nagy csatornán keresztül. Csining területe átmeneti részen helyezkedik el az alacsony hegyek és dombok és a Kínai-alföld között. Azonban felszíne jellemzően lapos, amely folyamatosan lejt nyugatról keletre. Elsősorban a keleti része dombosabb, melyek között völgyek húzódnak. A Konfuciusz szülővárosában, Csüfuban található Konfucius temploma és temető valamint a Konfucius család lakhelye világörökségi helyszínek 1994 óta. A három szent hely közül a templomot Kína első számú templomaként tartják számon. Csiningnek saját dialektusa van, amely a Santung dialektushoz tartozik, amely az északi dialektus egyik ága. Még a mandarin anyanyelvűek számára sem egyszerű megérteni.

## Története
A város területén már öt-hatezer évvel ezelőtt megjelentek a kezdetleges települések. Még azelőtt létrejött Zsecseng megye, hogy a Csin-dinasztia (i. e. 221 – i. e. 207) egyesítette Kínát. A Csining elnevezést a Jüan-dinasztia (1271-1368) idején vette fel a település.
Csining Konfuciusz szülővárosa, aki az ősi Kína leghatalmasabb gondolkodója és tanítója volt. Szintén itt született Menciusz, Jancsou, Lengthen és Kancsi. Santungban több mint 300 történelmi helyszín található, amelyek közül 70 ókori épületet és több mint 60 ókori sírt őriztek meg. Csüfu és Coucheng városok nemzeti kulturális városoknak minősülnek.
Azután, hogy a Juan-dinasztia idejében elkezdődött a Peking-Hangcsou nagy-csatorna építése Csiningből gazdag kereskedelmi központ vált.

## Éghajlata
Mérsékelt monszun éghajlata miatt a térségben erőteljesen elterjedt a napelem használata. A nyár forró és csapadékos, a tél száraz és fagyos. Az évi átlaghőmérséklet 13.3℃ és 14.1℃ között alakul.
| Hónap                                                     | Jan. | Feb. | Már. | Ápr. | Máj. | Jún. | Júl. | Aug. | Szep. | Okt. | Nov. | Dec. | Év   |
| --------------------------------------------------------- | ---- | ---- | ---- | ---- | ---- | ---- | ---- | ---- | ----- | ---- | ---- | ---- | ---- |
| Átlaghőmérséklet (°C)                                     | −0,4 | 2,2  | 8,2  | 16,1 | 21,8 | 26,3 | 27,5 | 26,3 | 22,0  | 16,1 | 8,3  | 1,8  | 14,7 |
| Átl. csapadékmennyiség (mm)                               | 6    | 9    | 15   | 27   | 47   | 78   | 201  | 170  | 59    | 37   | 16   | 8    | 673  |
| Forrás: Jining Travel Guide - Brief Information on Jining |      |      |      |      |      |      |      |      |       |      |      |      |      |

## Kormányzata
Csining prefektúraszintű városban 12 közigazgatási egység található; ebből 2 körzet, 3 város és 7 megye.
- Sicsung körzet (市中区)
- Zsencseng körzet (任城区)
- Csüfu város (曲阜市)
- Jancsou város (兖州市)
- Coucseng város (邹城市)
- Vejsan körzet (微山县)
- Jütaj megye (鱼台县) – eredetileg Huhszi prefektúrában volt
- Csinhsziang megye (金乡县) – eredetileg Huhszi prefektúrában volt
- Csiahsziang megye (嘉祥县) – eredetileg Huhszi prefektúrában volt
- Vensang megye (汶上县)
- Szisuj megye (泗水县)
- Liangsan megye (梁山县)

## Gazdasága
Csining egy szénbányászati területen fekszik Shandong tartomány délnyugati részén. Csining igazi iparvárosként szénnel fűtött erőművel rendelkezik. A város repülőtere a Csining repülőtér. A mezőgazdaság szintén fontos iparágazat Csiningben. A legfőbb termények a búza, rizs, kukorica, édesburgonya, gyapot stb. A város termel élelmiszert, pamutot és olajat. Mezőgazdasági termékei Santung tartomány 10%-át teszik ki. Különlegességnek számít a csüfui rizs, a junongi rizs és a sziszui szójabab. Csinhsziang megye a kínai fokhagyma szülőföldje.
Erősen fellendülőben van a turizmus. 2009-ben 24 685 millió turista látogatott el Csiningbe, amely 18.511 milliárd juan bevételt jelentett a város számára.

## Látnivalók
- Nemzetközi Konfucius kulturális fesztivál Csüfuban (szeptember vége felé – 2007-ben szeptember 20-28 között tartották).
- Különleges helyi termékek: csüfui Kai fafaragások és az édes hántolatlan rizs, Csiahsziang megye Lu brokátja
- A Mencius család otthona és a Mencius templom
- Jisan-hegy – a Csucseng megyétől 10 kilométerre, délre található gránit hegy szép kilátást biztosít, valamint fontos történelmi relikviákat tartalmaz.
- Paohsziang templom – egy nagyon jó állapotban megőrzött, ezeréves buddhista templom Vensang megyében, ahol 1994-ben több Buddha relikviát tártak fel. Ebben a templomban tartják évente a Buddha fény fesztivált (Fo Kuang Csie).

## Közlekedés
A Csining repülőtér Csifang városban található, Csiahsziang megyétől kb. 10 kilométerre délre, illetve Csining belvárosától 28 kilométerre keletre. Jelenleg rendszeres járatokat indítanak Pekingbe, Sanghajba és Csingtaoba, ám nem túl gyakran. A turisták elsősorban Csinan felől közelítik meg a várost busszal vagy vonattal.
A déli buszpályaudvar Csiningben (korábban Csining buszpályaudvar) Csianse Nan Lu-ban van, míg az északi buszpályaudvar az északi külvárosban van, közel a 327-es számú nemzeti autópályához. Az innen induló és ide érkező buszok 120 várossal és 10 tartománnyal kapcsolódnak össze.
Csinanba fél óránként indulnak a buszok Csiluo Lu-ból és mintegy három óra alatt érnek oda.
Minden nap hat vonat közlekedik Csinanból Csiningbe. A háromórás út mintegy 14-45 jüanba kerül. Csingtaoból naponta két vonat van. A nyolcórás út  41-120 jüanba kerül. Csining vasút összeköttetésben áll a nagy kínai városokkal: Peking, Sanghaj, Kanton város, Harbin.

## Híres emberek
- Konfuciusz (i.e. 551 – 479), kínai gondolkodó, a konfucianizmus alapítója (fő templom és sírhely Csüfuban).
- Cengce (505 BC – 436 BC), kínai filozófus és író, a konfucianizmus támogatója és védelmezője.
- Menciusz (372 – 289 BC), kínai gondolkodó, a konfucianizmus magyarázója (Coucseng város főtemploma).
- Jan Huj (521 BC – 490 BC), Konfucius egyik híres tanítványa (templom Csüfuban).
- Lu Pan (507–440 BC), kínai mérnök, filozófus, feltaláló, és hadászati gondolkodó.

## Testvérvárosai
- Asikaga, Japán (1984)
- Lawton, USA (1995)
- Mulhouse, Franciaország (1996)
- Komacu, Japán (2008)
- Taganrog, Oroszország (2009)
- Osasco, Brazília (2010)
- Fort Smith, Arkansas, USA (2012)[8]